# Santi Comesaña
Santi Comesaña (Vigo, 1996. október 5. –) spanyol labdarúgó, a Rayo Vallecano középpályása.

## Pályafutása
Comesaña a spanyolországi Vigo városában született. Az ifjúsági pályafutását a Val Miñor akadémiájánál kezdte.
2015-ben mutatkozott be a Coruxo felnőtt keretében. 2016. július 16-án hétéves szerződést kötött a másodosztályban szereplő Rayo Vallecano együttesével. Először a 2016. augusztus 28-ai, Valladolid ellen 0–0-ás döntetlennel zárult mérkőzés 66. percében, Adri Embarba cseréjeként lépett pályára. Első gólját 2017. április 1-jén, a Girona ellen idegenben 3–1-re megnyert találkozón szerezte meg.

## Statisztikák
2023. április 9. szerint
| Klub           | Szezon   | Osztály          | Bajnokság | Bajnokság | Kupa és Ligakupa | Kupa és Ligakupa | Nemzetközi | Nemzetközi | Összesen | Összesen |
| Klub           | Szezon   | Osztály          | Meccs     | Gól       | Meccs            | Gól              | Meccs      | Gól        | Meccs    | Gól      |
| -------------- | -------- | ---------------- | --------- | --------- | ---------------- | ---------------- | ---------- | ---------- | -------- | -------- |
| Rayo Vallecano | 2016–17  | Segunda División | 17        | 2         | 1                | 0                | —          | —          | 18       | 2        |
| Rayo Vallecano | 2017–18  | Segunda División | 33        | 2         | 0                | 0                | —          | —          | 33       | 2        |
| Rayo Vallecano | 2018–19  | La Liga          | 25        | 1         | 0                | 0                | —          | —          | 25       | 1        |
| Rayo Vallecano | 2019–20  | Segunda División | 21        | 1         | 0                | 0                | —          | —          | 21       | 1        |
| Rayo Vallecano | 2020–21  | Segunda División | 39        | 3         | 4                | 0                | —          | —          | 43       | 3        |
| Rayo Vallecano | 2021–22  | La Liga          | 35        | 1         | 6                | 0                | —          | —          | 41       | 1        |
| Rayo Vallecano | 2022–23  | La Liga          | 26        | 2         | 3                | 0                | —          | —          | 29       | 2        |
| Összesen       | Összesen | Összesen         | 196       | 12        | 14               | 0                | 0          | 0          | 210      | 12       |

## Sikerei, díjai
Rayo Vallecano
- Segunda División
  - Feljutó (2): 2017–18, 2020–21